# Тарука
Тарука или северни гвемали (лат. Hippocamelus antisensis, шп. taruca, huemul del norte) је сисар из реда папкара (Artiodactyla).

## Распрострањење
Ареал таруке је ограничен на мањи број држава. Врста има станиште у Перуу, Боливији, Аргентини и Чилеу.

## Станиште
Станишта врсте су шуме, планине, травна вегетација и речни екосистеми. Врста је присутна на планинском венцу Анда у Јужној Америци.

## Угроженост
Тарука се сматра рањивом у погледу угрожености врсте од изумирања.